# هاينريش فون هاندل-مازيتي
هاينريش فون هاندل-مازيتي (1882-1940) (بالإنجليزية: Heinrich von Handel-Mazzetti)‏ هو عالم نبات نمساوي.